# Blood of Saints
Blood of Saints è il terzo album in studio del gruppo melodic death metal/industrial svedese Engel, pubblicato nel 2012.

## Tracce
1. Question Your Place – 3:35
2. Frontline – 2:57
3. Feel Afraid – 3:06
4. Numb – 2:54
5. Cash King – 4:39
6. One Good Thing – 3:20
7. Blood of Saints – 3:15
8. Down to Nothing – 3:29
9. Drama Queen – 3:16
10. In Darkness – 3:05
11. Journey's End – 4:50

## Formazione
- Magnus "Mangan" Klavborn – voce
- Niclas Engelin – chitarra
- Marcus Sunesson – chitarra
- Steve Drennan – basso
- Jimmy Olausson – batteria